# Fredrik Morheden
Dan Fredrik Morheden, född 13 januari 1967 i Alingsås församling i dåvarande Älvsborgs län, är en svensk filmklippare och manusförfattare.
Morheden växte upp i Vårgårda.
Han är gift.

## Filmografi
- 1997 – 9 millimeter
- 1997 – Dödsängeln (TV-serie)[6]
- 1997 – Helljus (TV-serie)[7]
- 1997 – Det ringer (TV-serie)[8]
- 1997 – Lilla Jönssonligan på styva linan
- 1998 – Lisa (TV-serie)
- 1998 – Zingo
- 2000 – Det nya landet (TV-serie)
- 2001 – Helgoland[9]
- 2001 – Om inte
- 2002 – Klassfesten
- 2003 – Capricciosa
- 2003 – Solisterna (TV-serie)
- 2004 – Populärmusik från Vittula
- 2006 – Varannan vecka
- 2006 – Desmond & träskpatraskfällan
- 2007 – Tatuerad torso
- 2007 – Underbar och älskad av alla
- 2008 – Den krossade tanghästen
- 2008 – Glasdjävulen
- 2008 – Guldkalven
- 2008 – Allt flyter
- 2009 – Miss Kicki
- 2009 – Polisstyrka X7
- 2010 – Himlen är oskyldigt blå
- 2011 – Åsa-Nisse – wälkom to Knohult
- 2011 – Jag saknar dig
- 2011 – Killing the Chickens to Scare the Monkeys
- 2011 – Den som vakar i mörkret
- 2012 – Isdraken
- 2012 – Johan Falk: Organizatsija Karayan
- 2012 – Johan Falk: Barninfiltratören
- 2012 – Sune i Grekland
- 2013 – Sune på bilsemester
- 2014 – Stockholm Stories
- 2014 – Blå ögon (TV-serie)
- 2014 – Sune i fjällen
- 2015 – Leka färdigt[10]
- 2015 – En man som heter Ove
- 2017 – All inclusive
- 2018 – Ted – För kärlekens skull
- 2018 – Halvdan Viking
- 2019 – En del av mitt hjärta
- 2020 – Breaking Surface

## Utmärkelser
- Guldbaggen för bästa prestation,  2001[2]
- Guldbaggen för bästa klippning,  2021

[Redigera Wikidata]